# ISO/IEC 12207
A ISO/IEC 12207 é a norma ISO/IEC que define processo de Engenharia de Software, atividades e tarefas que são associados com os processos do ciclo de vida do software desde sua concepção até a retirada/descontinuação do software.
A norma internacional ISO/IEC 12207 tem como objetivo principal estabelecer uma estrutura comum para os processos de ciclo de vida e de desenvolvimento de softwares visando ajudar as organizações a compreenderem todos os componentes presentes na aquisição, desenvolvimento e fornecimento de software e, assim, conseguirem firmar contratos e executarem projetos de forma mais eficaz. Para isso é necessário que compradores, fornecedores, desenvolvedores, mantenedores, operadores, gerentes e técnicos envolvidos no desenvolvimento de software usem uma linguagem/framework comum.
Visa ser o padrão que define as tarefas necessárias para o desenvolvimento e manutenção de software.

## Introdução
O padrão ISO/IEC 12207 define ao todo 25 processos, 95 atividades e 325 tarefas.
Uma tarefa é uma ação com entradas e saídas. Pode ser um requisito (deve, shall), recomendação (deveria, should) ou permissão (pode, may).
Uma atividade é um conjunto de tarefas.
Um processo é um conjunto de atividades relacionadas. É uma sequência de passos realizados para um determinado propósito/resultado [IEEE 610.12, 1690]; o processo de software envolve métodos, técnicas, ferramentas e pessoas.
Um processo pode ser descrito de duas formas: por propósito ou resultado e por atividade.
A descrição por propósito ou resultado é utilizada quando não há necessidade de detalhar o processo, apenas indicar o objetivo e o resultado. Essa abordagem poderá ser utilizada na avaliação do processo em relação aos modelos de maturidade de software como, por exemplo, o modelo CMMI e o modelo da ISO/IEC 15504.
A descrição por atividade é a abordagem mais conhecida e intuitiva. Nela são descritas as atividades com as inter-relações e o algoritmo de execução de cada atividade. As atividades devem atingir o propósito do processo. Para isso deve adotar as premissas:
- Que procedimentos e métodos serão usados para a execução das atividades;
- Que ferramentas e equipamentos suportarão a realização das atividades, de forma a simplificar e automatizar o trabalho;
- Qual o perfil adequado de quem irá executar as atividades e qual o treinamento requerido nos procedimentos, métodos, ferramentas para que se possam realizar as atividades de forma adequada;
- Quais as métricas de processo que poderão ser empregadas para que a execução do processo possa ter a qualidade avaliada.

A norma ISO/IEC 12207 estabelece uma arquitetura de alto nível do ciclo de vida de software que é construída a partir de um conjunto de processos e seus inter-relacionamentos. Os processos são descritos tanto em nível de propósito/saídas como em termos de atividades.
A ISO/IEC 12207 não possui nenhuma ligação com métodos, ferramentas, treinamentos, métricas ou tecnologias empregadas. Esta determinação é útil para permitir que a norma seja utilizada mundialmente e possa acompanhar a evolução da Engenharia de Software nas diversas culturas organizacionais. Ela pode ser utilizada com qualquer modelo de ciclo de vida, método ou técnica de Engenharia de Software e linguagem de programação. Sua flexibilidade é uma característica importante, as atividades e tarefas do processo de ciclo de vida do software especificam "o que fazer" e não "como fazer".
Os processos da ISO/IEC 12207 são modulares, ou seja, são fortemente coesos e fracamente acoplados. Isto significa que todas as partes de um processo são fortemente relacionadas, mas a quantidade de interfaces entre os processos é mínima.
As regras listadas a seguir são fundamentais para identificação, escopo e estruturação dos processos.
- Um processo deve ser modular, isto é, convém que um processo execute uma e somente uma função dentro do ciclo de vida e é conveniente que as interfaces entre dois processos quaisquer sejam mínimas;
- Cada processo é invocado na arquitetura;
- Se um processo A é invocado por um processo B e somente por ele, então A pertence a B;
- Se uma função é invocada por mais de um processo, então esta função torna-se um processo;
- Deve ser possível verificar qualquer função dentro do modelo de ciclo de vida;
- Convém que cada processo tenha uma estrutura interna suficientemente definida para que possa ser executável.

## Estrutura
Os processos, atividades e tarefas da ISO/IEC 12207 foram projetados para serem adaptados de acordo com cada projeto de software. Essa adaptação consiste no mapeamento de processos/atividades/tarefas relevantes/adequados ao projeto e, ao mesmo tempo, à supressão de processos/atividades/tarefas não aplicáveis.
Os processos são agrupados/categorizados, por uma questão de organização, de acordo com a sua natureza, ou seja, o seu objetivo principal no ciclo de vida de software. Esse agrupamento resultou em 4 diferentes classes de processos, que são:
- Processos fundamentais;
- Processo de apoio;
- Processos organizacionais;
- Processos de adaptação.

### Processos Fundamentais
Os processos fundamentais são necessários para que um software seja executado. Eles iniciam o ciclo de vida e comandam outros processos. São eles:
- Aquisição: obter o produto e/ou serviço que satisfaça suas necessidades;
- Fornecimento: prover um produto e/ou serviço;
- Desenvolvimento: transformar um conjunto de requisitos em um produto ou sistema de software;
- Operação: operar o produto no seu ambiente e prover suporte aos usuários;
- Manutenção: modificar o produto de software e depois liberá-lo para uso.

### Processos de Apoio
Os processos de apoio auxiliam outros processos. Eles são usados para garantir a qualidade, mas não são fundamentais. São eles:
- Documentação: prover e manter registros de informações do software;
- Gerência de Configuração: estabelecer e manter a integridade de todos os produtos de trabalho (artefato) de um processo do projeto;
- Garantia da Qualidade: prover garantia de que os produtos e processos estão em conformidade com o requisitos (padrões/normas) pré-definidos;
- Verificação: confirmar que os produtos e/ou serviços refletem os requisitos especificados;
- Validação: confirmar que os requisitos para o uso específico de um produto e/ou serviço são atendidos;
- Revisão Conjunta: manter o entendimento (gerencial comum com os stakeholders);
- Auditoria: determinar independentemente a conformidade dos produtos e processos contra os requisitos definidos;
- Resolução de Problema: assegurar que todos os problemas levantados sejam analisados e resolvidos;
- Usabilidade: aumentar a facilidade do uso dos produtos e/ou serviços;
- Gerência de Solicitação de Mudanças: Prover e manter processos de gerencia de mudanças;
- Avaliação do Produto: garantir, através de exame e medição sistemáticos, que o produto e/ou serviços atende às necessidades especificadas (explícitas) e implícitas dos usuários.

### Processos Organizacionais
Os processos organizacionais auxiliam a organização e gerência geral dos processos e podem ser empregados fora do domínio de projetos e contratos específicos, servindo para toda a organização. São eles:
- Gerência: organizar, monitorar e controlar a iniciação e o desempenho dos processos;
- Infraestrutura: manter uma infraestrutura estável e confiável;
- Melhoria: estabelecer, avaliar, controlar e melhorar um processo de ciclo de vida de software;
- Recursos Humanos: prover e manter recursos humanos adequados mantendo as suas capacitações consistentes com o negócio.

#### Processos de Reúso de Software
São os processos específicos no desenvolvimento de software, processos estes da atualização da ISO/IEC 12207 - 2008.
- Gestão de Ativos: gerenciar a vida dos ativos (reusáveis) desde a concepção até a desativação;
- Gestão de Programa de Reúso: planejar, estabelecer, controlar, monitorar os programas de reúso;
- Engenharia de Domínio: desenvolver e manter modelos, arquiteturas e ativos deste domínio.

### Processos de Adaptação
Definem as atividades básicas necessárias para executar as adaptações.
Os processos são adaptáveis a:
- Projeto;
- Organização;
- Cultura;
- Modelo de ciclo de vida, métodos e técnicas, e linguagens.

## Atividades do Desenvolvimento
Algumas atividades importantes para o desenvolvimento de software serão descritas a seguir. São elas:
- Elicitação de requisitos;
- Análise dos requisitos do software;
- Projeto da arquitetura do software;
- Projeto detalhado do software;
- Implementação;
- Codificação e testes do software;
- Integração do software;
- Teste de qualificação do software;
- Instalação do software;
- Testagem e aprovação do software.

Elas foram descritas com base na norma ISO/IEC 12207.

### Elicitação dos requisitos
A elicitação dos requisitos consiste em entender os requisitos e solicitações do sistema; obter e definir os requisitos e solicitações do cliente através de sua solicitação direta ou através de outras entradas como revisão da proposta de negócio, objetivos operacionais, ambiente de hardware e outros documentos.
É imprescindível entender as expectativas do cliente e assegurar que tanto o cliente quanto o fornecedor entendam os requisitos da mesma forma. Isso pode ser feito através do processo de apoio "Revisão Conjunta" descrito na norma ISO/IEC 12207. É necessário acordar os requisitos e obter um acordo entre as equipes que desenvolverão o trabalho em relação aos requisitos do cliente.
É importante gerenciar todas as mudanças feitas nos requisitos do cliente em relação à linha-base definida assegurando que o resultado de mudanças tecnológicas e de necessidades do cliente são identificados e os impactos de introdução dessas mudanças são avaliados.

### Análise dos requisitos do sistema
Após a elicitação, segue para a especificação dos requisitos do sistema. Esta especificação deve descrever:
- Funções e capacidades do sistema;
- Requisitos de negócio, organizacionais e de usuários;
- Requisitos de proteção, de segurança, de engenharia de fatores humanos (ergonomia), de interface, de operações e de manutenção;
- Restrições de projeto e requisitos de qualificação.

Os requisitos precisam ser avaliados. Por isso, para formalizar e facilitar a avaliação, os critérios listados a seguir devem ser seguidos:
- Rastreabilidade com os requisitos do cliente e necessidades de aquisição;
- Consistência com as necessidades de aquisição e com a elicitação dos requisitos;
- Testabilidade;
- Viabilidade do projeto da arquitetura do sistema;
- Viabilidade da operação e manutenção.

Após a avaliação é importante estabelecer mecanismos de comunicação para disseminar os requisitos do sistema e suas atualizações para todas as partes interessadas.

### Projeto da arquitetura do sistema
Com os requisitos elaborados e validados, pode-se estabelecer uma arquitetura de alto nível para o sistema. A arquitetura deve identificar itens de hardware, software e operações manuais. Após a arquitetura ser estabelecida, é necessário avaliá-la, considerando os critérios listados a seguir:
- Rastreabilidade para os requisitos do sistema;
- Consistência com os requisitos do sistema;
- Adequação dos métodos e padrões de projeto utilizados;
- Viabilidade dos itens de software atenderem seus requisitos alocados;
- Viabilidade da operação e da manutenção.

### Análise dos requisitos do software
Para garantir a qualidade do produto entregue, as características de qualidade descritas a seguir devem ser observadas nos requisitos de software:
- Especificações funcionais e de capacidade, incluindo desempenho, características físicas e condições do ambiente sob o qual o item de software será executado;
- Interfaces externas ao item de software;
- Requisitos de qualificação;
- Especificações de proteção, incluindo aquelas relacionadas aos métodos de operação e manutenção, influências do ambiente e danos pessoais;
- Especificações de segurança, incluindo aquelas relacionadas com o comprometimento de informações sigilosas;
- Especificações de engenharia de fatores humanos (ergonomia), incluindo aquelas relacionadas com operações manuais, interações entre homem-máquina, restrições a pessoal e áreas que necessitam de maior atenção humana, que são sensíveis a erros humanos e treinamento;
- Definição de dados e requisitos de bases de dados;
- Requisitos de instalação e aceitação do produto de software entregue nos locais de operação e manutenção;
- Documentação do usuário;
- Requisitos do usuário para execução e operação;
- Requisitos do usuário para manutenção.

Após a análise de requisitos de software é necessário fazer a avaliação desses requisitos considerando os critérios listados a seguir:
- Rastreabilidade para os requisitos do sistema e projeto do sistema;
- Consistência externa com os requisitos do sistema;
- Consistência interna;
- Testabilidade;
- Viabilidade do projeto do software;
- Viabilidade da operação e manutenção.

Pode-se conduzir uma ou mais revisões conjuntas e estabelecer as baselines.

### Projeto da arquitetura do software
O projeto de arquitetura de software busca transformar os requisitos em uma arquitetura que descreve sua estrutura de alto nível e identifica os componentes de software. As versões preliminares da documentação do usuário, dos requisitos preliminares e de testes devem ser garantidas e documentadas. O cronograma para a Integração do Software deve ser criado. A avaliação da arquitetura do item de software e os projetos de interface e base de dados, considerando os critérios listados a seguir:
- Rastreabilidade para os requisitos do item de software;
- Consistência externa com os requisitos do item de software;
- Consistência interna entre os componentes de software;
- Adequação dos métodos e padrões de projeto utilizados;
- Viabilidade do projeto detalhado;
- Viabilidade da operação e manutenção.

Pode-se conduzir uma ou mais revisões conjuntas e estabelecer as baselines.

### Projeto detalhado do software
Após o projeto de arquitetura, desenvolve-se um projeto detalhado de software para cada componente do software. Os componentes de software devem ser refinados em níveis mais baixos, contendo unidades de software que possam ser codificadas, compiladas e testadas. O projeto detalhado das interfaces deve permitir a codificação sem a necessidade de informação adicional. Durante o detalhamento de software, se for necessário, deve ser feita a atualização da documentação do usuário. É importante definir e documentar os requisitos de teste e o cronograma para testar unidades de software.
Após detalhamento do projeto de software é necessário fazer a avaliação deste detalhamento, considerando os critérios listados a seguir:
- Rastreabilidade para os requisitos do item de software;
- Consistência externa com o projeto da arquitetura;
- Consistência interna entre os componentes e unidades de software;
- Adequação dos métodos e padrões de projeto utilizados;
- Viabilidade dos testes;
- Viabilidade da operação e manutenção.

Pode-se conduzir uma ou mais revisões conjuntas e estabelecer as baselines.

### Implementação
A implementação consiste na definição ou seleção de um modelo de ciclo de vida de software apropriado ao escopo, magnitude e complexidade do projeto e na execução de documentação dos resultados, de acordo com o processo de documentação; colocação dos resultados sob o processo de gerência de configuração; execução do controle de alterações, de acordo com ele; documentação e resolução de não-conformidades e problemas encontrados nos produtos de software e tarefas, de acordo com o processo de resolução de problema; execução dos processos de apoio, conforme especificado no contrato; seleção, adaptação e utilização de padrões, métodos, ferramentas e linguagens de programação de computador; desenvolvimento dos planos para conduzir as atividades do processo de desenvolvimento.

### Codificação e testes do software
Para finalmente executar a codificação e os testes é necessário desenvolver e documentar cada unidade de software com base em procedimentos a serem definidos. Os testes devem garantir que os requisitos documentados sejam atendidos. Os resultados dos testes devem ser documentados. Durante esta fase, a atualização e documentação do usuário pode ser feita, se necessário. Após a codificação e testes é importante fazer a avaliação do código do software e dos resultados dos testes, considerando os critérios listados a seguir:
- Rastreabilidade para os requisitos e projeto do item de software;
- Consistência externa com os requisitos e projeto do item de software;
- Consistência interna entre os requisitos da unidade;
- Cobertura de teste das unidades;
- Adequação dos métodos e padrões de codificação utilizados;
- Viabilidade da integração e testes do software;
- Viabilidade da operação e manutenção.

Os resultados das avaliações devem ser documentados.

### Integração do software
Para poder homologar o sistema é necessário desenvolver um plano de integração para integrar as unidades e componentes de software. O plano deve incluir requisitos de teste, procedimentos, dados, responsabilidades e cronograma. Deve-se testar essas agregações à medida que forem sendo integradas, de acordo com o plano de integração. Durante esta fase, a atualização e documentação do usuário pode ser feita, se necessário.
Após a codificação e testes é importante fazer a avaliação do plano de integração, projeto, código, testes, resultados dos testes e a documentação do usuário, considerando os critérios listados:
- Rastreabilidade para os requisitos do sistema;
- Consistência externa com os requisitos do sistema;
- Consistência interna;
- Cobertura de teste dos requisitos do item de software;
- Adequação dos métodos e padrões de teste utilizados;
- Conformidade com os resultados esperados;
- Viabilidade do teste de qualificação do software;
- Viabilidade da operação e manutenção.

Pode-se conduzir uma ou mais revisões conjuntas e estabelecer as baselines.

### Teste de Qualificação do software
Deve-se desenvolver e documentar os requisitos de qualificação de software e elaborar casos de teste (entradas, saídas e critérios de teste) e procedimentos de teste para conduzir o Teste de Qualificação do Software de acordo com os requisitos de qualificação para o item de software. Após a codificação e testes é importante fazer a avaliação do projeto, códigos, testes, resultados dos testes e a documentação dos usuários, considerando os critérios listados a seguir:
- Cobertura de teste dos requisitos do item de software;
- Conformidade com os resultados esperados;
- Viabilidade da integração e testes do sistema, se conduzidos;
- Viabilidade da operação e manutenção.

É importante estar preparado para dar apoio às auditorias.

### Integração do sistema
A integração do sistema faz-se a partir da integração dos itens de configuração de software ao sistema. Após a integração deve-se conduzir ao teste de qualificação do sistema. Após a codificação e testes é importante fazer a avaliação do sistema, considerando os critérios listados a seguir:
- Cobertura de teste dos requisitos do sistema;
- Adequação dos métodos e padrões de teste utilizados;
- Conformidade com os resultados esperados;
- Viabilidade do teste de qualificação do sistema;
- Viabilidade da operação e manutenção.

### Teste de qualificação do sistema
Para garantir a qualidade do produto entregue é importante conduzir o teste de qualificação do sistema e fazer a avaliação do sistema, considerando os critérios listados a seguir:
- Cobertura de teste dos requisitos do sistema;
- Conformidade com os resultados esperados;
- Viabilidade da operação e manutenção.

É importante estar preparado para dar apoio às auditorias.

### Instalação do software
Na instalação do software deve-se executar um plano para instalar o produto de software no ambiente alvo, conforme designado no contrato. Deve ser assegurado que o código do software e as bases de dados sejam iniciados, executados e finalizados, conforme especificado no contrato. Os eventos e resultados da instalação devem ser documentados.

### Apoio à aceitação do software
No apoio à aceitação do software é preciso garantir o apoio à revisão de aceitação do adquirente e testes do produto de software. A revisão de aceitação e testes deve considerar os resultados de Revisões Conjuntas, Auditorias, Teste de Qualificação do Software e Teste de Qualificação do Sistema (se executado). Conclusão e entrega do produto de software deve ser feita, conforme especificado no contrato e o desenvolvedor deve prover treinamento inicial e contínuo e suporte ao adquirente, conforme especificado no contrato.